# Station Åndalsnes
Station Åndalsnes is een spoorwegstation in  Åndalsnes in de gemeente Rauma in Noorwegen. Het station, uit 1924, is het eindpunt van Raumabanen. 